# لاریسا سلزنوا
لاریسا سلزنوا (روسی: Лариса Юрьевна Селезнёва؛ ۱۲ سپتامبر ۱۹۶۳ – ) اسکیت‌باز نمایشی اهل روسیه بود.